# Festival de la Canción de Eurovisión Junior 2011
El IX Festival de la Canción de Eurovisión Junior fue celebrado el sábado 3 de diciembre de 2011 en el Complejo deportivo y de conciertos Karen Demirchyan de Ereván, Armenia. Fue la primera vez en la historia del certamen infantil que el país ganador del festival anterior fuera el anfitrión de la presente edición, después de que Armenia se adjudicara la victoria en 2010.
También fue la primera edición en que la que el festival comenzó a las 19:30h (CET) en vez de las 20:15h (CET). Este cambio se produjo debido a que el país anfitrión lleva 3 horas de diferencia con el resto de Europa y que el nuevo horario es más apropiado para los niños, que son los espectadores mayoritarios del certamen. Además, cada país tuvo que cantar en su idioma oficial y la canción no pudo contener más de un 25% de su letra en inglés.
Sietse Bakker, se estrenó como el nuevo supervisor del Festival de Eurovisión Junior y realizó su trabajo junto a Jon Ola Sand, que es el nuevo supervisor ejecutivo del Festival de Eurovisión, en sustitución de Svante Stockselius. Ambos asumieron sus funciones en plenitud el 1 de enero de 2011.
Después de varios rumores acerca de la continuidad del certamen infantil, Svante Stockselius, Supervisor Ejecutivo de la UER hasta el 1 de enero de 2011, confirmó en rueda de prensa el 19 de noviembre de 2010, que en 2011 se celebrará una nueva edición del festival.
Tras las retiradas de Malta (PBS) y Serbia (RTS), el concurso registraba (con 11 televisiones confirmadas) la cifra de participantes más baja en la historia del certamen. Con la intención de aumentar el número de participantes para asegurar la viabilidad del concurso, la UER negoció hasta último momento con las televisoras asociadas a la UER de España (TVE), Italia (RAI) y San Marino (SMRTV). La TVE y la RAI mostraron cierto interés en participar en el certamen, pero éstas no pudieron confirmar su participación a tiempo. En cambio San Marino, a través de la SMRTV, confirmó su participación inicialmente para debutar en la presente edición del certamen infantil. Sin embargo, el país decidió finalmente retirarse sin llegar a participar debido a la falta de tiempo para llevar a cabo una candidatura.
Durante una rueda de prensa realizada el 21 de julio en Ereván, Gohar Gasparyan, Jefe de la delegación armenia, declaró que la cifra de participantes "podría aumentar" más allá de los 12 países ya confirmados, asegurando que existían negociaciones con varias televisiones europeas. Finalmente, dos países (Bulgaria y Letonia, que inicialmente se habían retirado del certamen) decidieron retornar a la competición, pese a que la UER ya había publicado una semana antes la lista oficial de participantes.
Los máximos favoritos para ganar esta edición era sobre todo, Países Bajos, Rusia y Suecia, quienes tuvieron que ver una pelea codo a codo desde los primeros instantes entre Georgia y Bielorrusia. Al final, las ganadoras (por sorpresa para muchos) serían el grupo CANDY, representantes de Georgia, quienes partían como una de las posibles decepciones del festival en las apuestas pero que terminarían convenciendo a Europa con el tema "Candy music", siendo la primera vez que gana un tema en georgiano (la victoria previa de Georgia fue con un tema cantado en un idioma artificial) en un concurso de la familia Eurovisión. Con 108 puntos, ha sido la canción ganadora con menor puntuación en toda la historia del Festival. El podio lo acompletaron Países Bajos con Rachel y Bielorrusia con Lidiya Zablotskaya.

## Países participantes
De los 16 fundadores, en esta edición participan seis de ellos: Bélgica, Bielorrusia, Letonia, Macedonia, Países Bajos y Suecia.
Italia mostró interés en participar en el certamen, pero no pudo confirmar su participación a tiempo.
San Marino mostró interés en participar en el certamen, pero confirmó su retirada debido a que no contaba con el tiempo suficiente para llevar a cabo una candidatura o preselección nacional.
España mostró interés en regresar a la competición, pero no pudo confirmar su participación a tiempo.
El 30 de mayo de 2011, Irene Gruzite, Jefa de delegación de la cadena letona LTV confirmó inicialmente que el país se retiraría del certamen después de que volviera a participar en la edición de 2010 tras una ausencia de 4 años, argumentando para ello el coste económico que significa para la cadena el llevar una candidatura al festival infantil. Sin embargo, el 9 de septiembre, después de arduas negociaciones emprendidas por la AMPTV, la cadena decide volver a participar en el certamen. Estas mismas razones económicas motivaron la retirada de la RTS de Serbia, a pesar de la creciente popularidad que posee el concurso en dicho país. Uno de los últimos países en confirmar su retirada del certamen fue Malta, al no estar incluida en la lista definitiva de participantes.
Finalmente, el 15 de julio, la Unión Europea de Radiodifusión publicó la lista oficial de los países participantes en el Festival de Eurovisión Junior 2011, la cual posteriormente sufriría modificaciones. En esta edición participarían 14 países, incluyendo el retorno de Bulgaria. Sin embargo, el 7 de octubre, Alessandro Capicchioni, jefe de delegación de San Marino, confirmó que el país se retiraba de la competición debido a que no contaba con el tiempo suficiente para llevar a cabo una candidatura o preselección nacional, por lo que la lista se redujo a 13 participantes

### Canciones y selección
13 países participaron en esta edición del Festival de la Canción de Eurovisión Junior. Malta y Serbia optaron por retirarse. Si bien la lista original emitida por el ente europeo contemplaba la participación de 12 países, se confirmó semanas más tarde tanto el retorno de Bulgaria como la no retirada de Letonia. Se contemplaba en esta edición el debut de San Marino, pero finalmente la SMRTV hizo pública su retirada del certamen, argumentando que no participaría por falta de tiempo. Esta es la lista oficial de los países participantes emitida por la Unión Europea de Radiodifusión:
| País y TV             | Título original de la canción | Artista            | Proceso y fecha de selección                                              |
| País y TV             | Traducción al español         | Idiomas            | Proceso y fecha de selección                                              |
| --------------------- | ----------------------------- | ------------------ | ------------------------------------------------------------------------- |
| Armenia AMPTV         | "Welcome to Armenia"          | Dalita             | Final nacional, 17-09-11                                                  |
| Armenia AMPTV         | Bienvenidos a Armenia         | Armenio e inglés   | Final nacional, 17-09-11                                                  |
| Bélgica VRT           | "Een kusje meer"              | Femke              | Junior Eurosong 2011, 30-09-11                                            |
| Bélgica VRT           | Un beso más                   | Neerlandés         | Junior Eurosong 2011, 30-09-11                                            |
| Bielorrusia BTRC      | "Angely dobra"                | Lidiya Zablotskaya | Pesnja dlja Evrovidenija, 23-09-11                                        |
| Bielorrusia BTRC      | Ángeles del bien              | Ruso               | Pesnja dlja Evrovidenija, 23-09-11                                        |
| Bulgaria BNT          | "Superhero"                   | Ivan Ivanov        | Final nacional, 02-10-11                                                  |
| Bulgaria BNT          | Superhéroe                    | Búlgaro            | Final nacional, 02-10-11                                                  |
| Georgia GPB           | "Candy Music"                 | CANDY              | Final nacional, 09-07-11                                                  |
| Georgia GPB           | Música de caramelo            | Georgiano          | Final nacional, 09-07-11                                                  |
| Letonia LTV           | "Moondog"                     | Amanda Bašmakova   | Gala de presentación, 10-09-11 (cantante y canción elegidos internamente) |
| Letonia LTV           | Perro de la luna              | Letón              | Gala de presentación, 10-09-11 (cantante y canción elegidos internamente) |
| Lituania LRT          | "Debesys (The clouds)"        | Paulina Skrabytė   | Vaiku Eurovizija, 18-09-11                                                |
| Lituania LRT          | Nubes                         | Lituano            | Vaiku Eurovizija, 18-09-11                                                |
| Macedonia (ARY) MKRTV | "Zhimi Ovoj Frak"             | Dorijan Dlaka      | Final nacional, 24-09-11                                                  |
| Macedonia (ARY) MKRTV | Lo juro por mi frac           | Macedonio          | Final nacional, 24-09-11                                                  |
| Moldavia TRM          | "No-No"                       | Lerika             | Gala de presentación, 05-10-11 (cantante y canción elegidos internamente) |
| Moldavia TRM          | -                             | Rumano e inglés    | Gala de presentación, 05-10-11 (cantante y canción elegidos internamente) |
| Países Bajos AVRO     | "Teenager"                    | Rachel             | Junior Songfestival 2011, 01-10-11                                        |
| Países Bajos AVRO     | Adolescente                   | Neerlandés         | Junior Songfestival 2011, 01-10-11                                        |
| Rusia RTR             | "Romeo and Juliet"            | Yekaterina Riábova | Evrovidenie 2011, 29-05-11                                                |
| Rusia RTR             | Romeo y Julieta               | Ruso               | Evrovidenie 2011, 29-05-11                                                |
| Suecia SVT            | "Faller"                      | Erik Rapp          | Gala de presentación, 11-10-11 (cantante y canción elegidos internamente) |
| Suecia SVT            | Caigo                         | Sueco              | Gala de presentación, 11-10-11 (cantante y canción elegidos internamente) |
| Ucrania NTU           | "Europe"                      | Kristall           | Dityache Evrobachennya, 31-07-11                                          |
| Ucrania NTU           | Europa                        | Ucraniano e inglés | Dityache Evrobachennya, 31-07-11                                          |

#### Artistas que regresan
- Yekaterina Riábova: Representó a Rusia en el Festival de la Canción de Eurovisión Junior 2009 con la canción "Malenkiy Prints" quedando en la tercera posición con 116 puntos (empate con Armenia).

A pesar de que las reglas del festival prohíben la participación de artistas que hayan pasado por el certamen con anterioridad, la Unión Europea de Radiodifusión concedió un permiso especial para que Yekaterina (tercer lugar por Rusia en 2009) volviera a representar a su país en la presente edición, siendo la primera vez que este hecho se produce en la historia del concurso. Según Sietse Bakker, supervisor del evento, esta regla podría
dejar de aplicarse a partir de 2012. En 2010, Yekaterina fue previamente descalificada cuando se presentó a la preselección rusa para el certamen debido a la existencia de esta norma.

### Países Retirados
- Malta: Decidió retirarse, debido a los problemas financieros.
- Serbia: A pesar de qué obtuvo un buen resultado en la edición anterior, decidió retirarse, debido a los problemas de financiación.

## Resultados
La 9° edición del festival se realizó el 3 de diciembre de 2011. Tras la presentación de un ballet compuesto por niñas armenias, se dio paso a la presentación de los 13 países.
Después de las presentaciones, el intervalo para votar fue amenizado por la cantante Sirusho, el ganador de la anterior edición Vladimir Arzumanyan y la representante de Suecia en 2006, Molly Sandén. El sistema de votación es el mismo que se usa desde 2008, un sistema mixto de televoto y SMS con la votación de un jurado profesional, aunque ahora sólo se pudo votar durante 15 minutos, terminadas las presentaciones. Otro cambio fue que ahora no aparecen automáticamente las puntuaciones 1 a 5, sino que para alargar el programa cada país otorgó punto por punto los votos.
Desde el primer momento, Georgia y Bielorrusia iniciaron una carrera por el primer lugar, siendo seguidas de cerca por la máxima favorita Países Bajos. En el momento en que Bélgica debía votar, Georgia iba en cabeza por 5 puntos, y al final, Bielorrusia sería llamada primera, otorgándole solo 2 puntos mientras que Georgia recibiría 6, con los cuales obtendría su segunda victoria en la historia. El segundo lugar sería para la cantante Rachel y el tema "Teenager" de Países Bajos y en tercer lugar, Bielorrusia con Lidiya Zablotskaya y "Angely dobra", esta última empatada a puntos con Yekaterina Riábova de Rusia, y esta vez existiendo el desempate, Bielorrusia finalizaría tercera y Rusia 4° por cantidad de votantes.
| N.º | País            | Intérprete(s)       | Canción              | Lugar | Puntos |
| --- | --------------- | ------------------- | -------------------- | ----- | ------ |
| 01  | Rusia           | Yekaterina Riábova  | Romeo and Juliet     | 4     | 99     |
| 02  | Letonia         | Amanda Bašmakova    | Moondog              | 12    | 31     |
| 03  | Moldavia        | Lerika              | No-No                | 6     | 78     |
| 04  | Armenia         | Dalita              | Welcome to Armenia   | 5     | 85     |
| 05  | Bulgaria        | Ivan Ivanov         | Superhero            | 8     | 60     |
| 06  | Lituania        | Paulina Skrabytė    | Debesys (The clouds) | 10    | 53     |
| 07  | Ucrania         | Kristall            | Europe               | 11    | 42     |
| 08  | Macedonia (ARY) | Dorijan Dlaka       | Zhimi Ovoj Frak      | 12    | 31     |
| 09  | Países Bajos    | Rachel              | Teenager             | 2     | 103    |
| 10  | Bielorrusia     | Lidiya Zabolotskaya | Angely dobra         | 3     | 99     |
| 11  | Suecia          | Eric Rapp           | Faller               | 9     | 57     |
| 12  | Georgia         | CANDY               | Candy Music          | 1     | 108    |
| 13  | Bélgica         | Femke               | Een kusje meer       | 7     | 64     |

#### Portavoces
| - Armenia - Razmik Arghajanyan (Portavoz de Armenia en 2009) - Bélgica - Jill & Lauren (Representantes de Bélgica en la edición anterior) - Bielorrusia - Anna Kovalyova - Bulgaria - Samuil Sarandev-Sancho - Georgia - Elene Makashvili - Lituania - Dominykas Žvirblis - Letonia - Šarlote Lēnmane (Representante de Letonia en la edición anterior junto con Sea Stones) - Macedonia (A.R.Y) - Anja Veterova (Representante de Macedonia en la edición anterior) - Moldavia - Ştefănel Roşcovan (Representante de Moldavia en la edición anterior) | - Países Bajos - Anna Lagerweij - Rusia - Valentin Sadiki - Suecia - Ina-Jane von Herff - Ucrania - Amanda Koenig |  |

### Votación

#### Tabla de puntuaciones
| ......Participante.....                                                | Pts. | Bandera de Rusia | Bandera de Letonia | Bandera de Moldavia | Bandera de Armenia | Bandera de Bulgaria | Bandera de Lituania | Bandera de Ucrania | Bandera de Macedonia del Norte | Bandera de los Países Bajos | Bandera de Bielorrusia | Bandera de Suecia | Bandera de Georgia | Bandera de Bélgica |
| ---------------------------------------------------------------------- | ---- | ---------------- | ------------------ | ------------------- | ------------------ | ------------------- | ------------------- | ------------------ | ------------------------------ | --------------------------- | ---------------------- | ----------------- | ------------------ | ------------------ |
| Rusia                                                                  | 99   |                  | 10                 | 0                   | 10                 | 12                  | 10                  | 8                  | 0                              | 7                           | 7                      | 12                | 1                  | 10                 |
| Letonia                                                                | 31   | 0                |                    | 2                   | 0                  | 0                   | 7                   | 1                  | 8                              | 0                           | 0                      | 0                 | 0                  | 1                  |
| Moldavia                                                               | 78   | 6                | 4                  |                     | 6                  | 10                  | 2                   | 7                  | 6                              | 4                           | 8                      | 4                 | 4                  | 5                  |
| Armenia                                                                | 85   | 8                | 1                  | 7                   |                    | 5                   | 0                   | 10                 | 7                              | 5                           | 5                      | 8                 | 10                 | 7                  |
| Bulgaria                                                               | 60   | 2                | 2                  | 4                   | 1                  |                     | 0                   | 3                  | 12                             | 3                           | 6                      | 5                 | 6                  | 4                  |
| Lituania                                                               | 53   | 0                | 6                  | 6                   | 2                  | 0                   |                     | 0                  | 10                             | 0                           | 4                      | 1                 | 12                 | 0                  |
| Ucrania                                                                | 42   | 5                | 0                  | 1                   | 5                  | 1                   | 1                   |                    | 1                              | 2                           | 2                      | 2                 | 7                  | 3                  |
| Macedonia (ARY)                                                        | 31   | 1                | 0                  | 5                   | 0                  | 2                   | 4                   | 0                  |                                | 1                           | 3                      | 0                 | 3                  | 0                  |
| Países Bajos                                                           | 103  | 7                | 12                 | 10                  | 7                  | 8                   | 6                   | 5                  | 2                              |                             | 10                     | 10                | 2                  | 12                 |
| Bielorrusia                                                            | 99   | 12               | 7                  | 12                  | 8                  | 4                   | 8                   | 12                 | 3                              | 8                           |                        | 3                 | 8                  | 2                  |
| Suecia                                                                 | 57   | 4                | 8                  | 3                   | 4                  | 3                   | 5                   | 4                  | 0                              | 6                           | 0                      |                   | 0                  | 8                  |
| Georgia                                                                | 108  | 10               | 3                  | 8                   | 12                 | 6                   | 12                  | 6                  | 5                              | 10                          | 12                     | 6                 |                    | 6                  |
| Bélgica                                                                | 64   | 3                | 5                  | 0                   | 3                  | 7                   | 3                   | 2                  | 4                              | 12                          | 1                      | 7                 | 5                  |                    |
| Todos los participantes reciben 12 puntos al inicio de las votaciones. |      |                  |                    |                     |                    |                     |                     |                    |                                |                             |                        |                   |                    |                    |

#### Máximas puntuaciones
Tras la votación, los países que recibieron 12 puntos (máxima puntuación que podía otorgar jurado y televoto) fueron:
| N.º | A            | De                             |
| --- | ------------ | ------------------------------ |
| 3   | Georgia      | Armenia, Lituania, Bielorrusia |
| 3   | Bielorrusia  | Rusia, Moldavia, Ucrania       |
| 2   | Países Bajos | Letonia, Bélgica               |
| 2   | Rusia        | Bulgaria, Suecia               |
| 1   | Bélgica      | Países Bajos                   |
| 1   | Bulgaria     | Macedonia (ARY)                |
| 1   | Lituania     | Georgia                        |

#### Portavoces
| N.º | País            | Portavoz               |
| --- | --------------- | ---------------------- |
| 1   | Rusia           | Valentin Sadiki        |
| 2   | Letonia         | Šarlote Lēnmane        |
| 3   | Moldavia        | Ştefănel Roşcovan      |
| 4   | Armenia         | Razmik Arghajanyan     |
| 5   | Bulgaria        | Samuil Sarandev-Sancho |
| 6   | Lituania        | Dominykas Žvirblis     |
| 7   | Ucrania         | Amanda Koenig          |
| 8   | Macedonia (ARY) | Anja Veterova          |
| 9   | Países Bajos    | Anna Lagerweij         |
| 10  | Bielorrusia     | Anna Kovalyova         |
| 11  | Suecia          | Ina-Jane von Herff     |
| 12  | Georgia         | Elene Makashvili       |
| 13  | Bélgica         | Jill & Lauren          |

## Curiosidades
Al igual que en el Festival de la Canción de Eurovisión, a partir de esta edición la votaciones comenzaron después de que todos los representantes interpretaran sus temas. En cuanto al conteo de los votos y con tal de alargar la votación, el portavoz de cada país leyó y otorgó uno a uno los puntos, desde el 1-7, 8, 10 y 12.